# Malakal
Malakal — метеорит-хондрит масою 2000 грам.